# Chute de Pilj
La chute de Pilj (en serbe cyrillique : Пиљски водопад ; en serbe latin : Piljski vodopad) est la deuxième plus haute chute d'eau de Serbie,, ; elle fut découverte par des géologues et alpinistes seulement en 2002. Elle est constituée de deux cascades, la plus haute ayant la pente la moins inclinée. Au pied de la chute se trouve un bassin avec un grand tourbillon.

## Localisation
La chute se situe au sud-est de la région de Visok près de la frontière bulgare sur le versant sud du Grand Balkan. Elle est située à quatre kilomètres du village de Topli Do, dans la direction du village de Dojkince.

## Géographie
La chute de Pilj s'écoule dans une gorge creusé par le Piljski potok, un affluent de la Temštica. Elle est située à 1 450 m d'altitude dans le Grand Balkan en contrebas des pics de Čungulj et de Kurtulj et de la crête de Jelenski. Sa hauteur est de 64, ou 65,5 m, ce qui en fait la deuxième plus grande chute d'eau de Serbie derrière la chute de Jelovarnik située dans les monts Kopaonik.
La chute est située dans une région reculée, complètement coupée du reste du monde, sans route d'accès. C'est pour cette raison qu'elle ne fut découverte qu'en mai 2002. Quelques-unes des plus hautes chutes d'eau de Serbie se situent également dans les environs : la chute de Čungulj (43 mètres, découverte en 1996) et la chute de Kurtulj (27 mètres).